# Wallfahrtskirche Mariä Heimsuchung (Ettenberg)
Die Wallfahrtskirche Mariä Heimsuchung in Ettenberg ist eine römisch-katholische, denkmalgeschützte Wallfahrtskirche im Stil des Rokoko und gehört als Filialkirche zur Pfarrei in Marktschellenberg.

## Lage

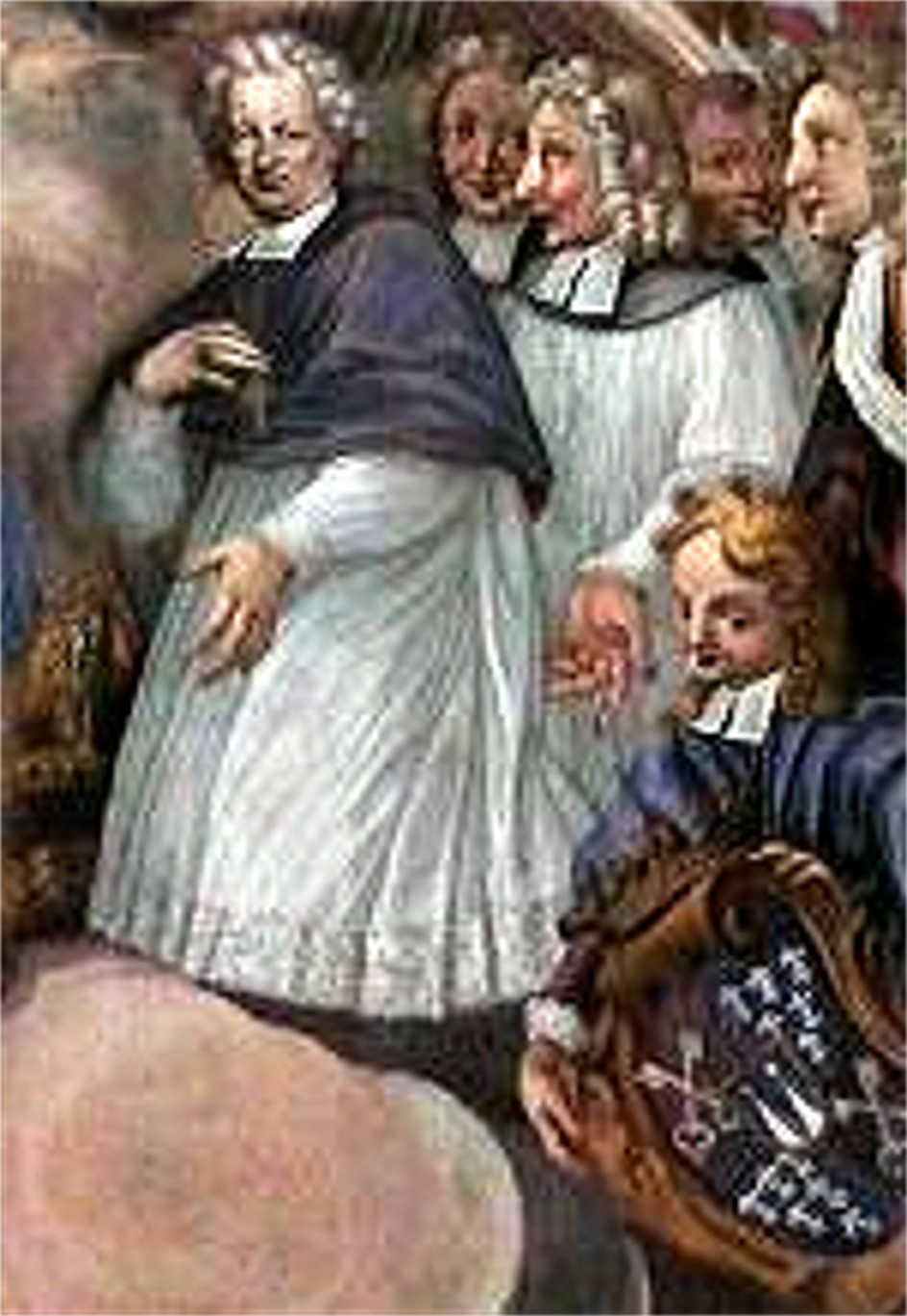
Deckenfresko (Ausschnitt): von Rehlingen (li.), dahinter vermutlich Cajetan Notthafft von Weißenstein

Die Kirche steht auf einem Hochplateau Ettenberg, das unter anderem über die Almbachklamm zu erreichen ist. Neben der Kirche befindet sich das Messnergütl.

## Baugeschichte
Die Wallfahrtskirche im Stil des Rokoko wurde im Zuge der Gegenreformation während der Amts- und Regierungszeit des Fürstpropstes von Berchtesgaden Julius Heinrich von Rehlingen-Radau erbaut. Die Grundsteinlegung erfolgte am 17. März 1724 und der Dachstuhl wurde am 13. Mai 1725 aufgesetzt. (Am Querbogen der Decke befindet sich dementsprechend das Chronogramm „aCCeDIte thronVM gratIae VnIVersI VIatores“, dessen Quersumme die Jahreszahl für das „Erbauungsjahr 1725“ ergibt.) Ihre erste Orgel richtete 1746 vermutlich noch Johann Christoph Egedacher oder ein anderer aus dieser in Salzburg ansässigen Orgelbauerfamilie ein. Der Kirchturm ist erst zwischen 1834 und 1836 angebaut worden und entbehrt deshalb einer für das übrige Gebäude eigentlich typischen barocken Zwiebelhaube. Das Dach ist stattdessen schlicht und schmucklos in Form einer achtseitigen Schindelpyramide gehalten. Zwischen 1979 und 1980 wurden Kirche und Orgel von Grund auf renoviert bzw. überholt.

## Ausstattung
Die einschiffige Kirche hat fünf Altäre. Ihr Hochaltar weist einen spätbarocken Aufbau mit marmorierten Säulen auf. Über dem Kapitell ist das namensgebende Bild von der Heimsuchung Mariens, flankiert von Marias Eltern Joachim und Anna. Auf dem Altarumgang sind der hl. Florian und der hl. Georg.
Das Deckengemälde stammt von dem seinerzeit in Burghausen lebenden Innozenz Anton Warathy und zeigt die Huldigung an Maria unter anderem durch den Bauherrn, Fürstpropst Julius Heinrich von Rehlingen-Radau, und vermutlich auch dessen Nachfolger Cajetan Anton Notthafft von Weißenstein, seinerzeit noch im Amt des Stiftsdekans. Vier kleinere Fresken an der Decke zeigen das Gnadenbild des Altars, das laut Pfarrchronik am 9. September 1733 der Ettenberger Kirche von der Ramsauer Wallfahrtskirche Maria Himmelfahrt (auch bekannt als Maria Kunterweg) übertragen wurde: Mariä Versuchungen, ihre Sterbestunde und die Seeschlacht von Lepanto.
Auf der Orgelempore steht eine spätgotische Kolossalfigur des hl. Christophorus aus dem 17. Jahrhundert mit einer Höhe von 4,30 m.

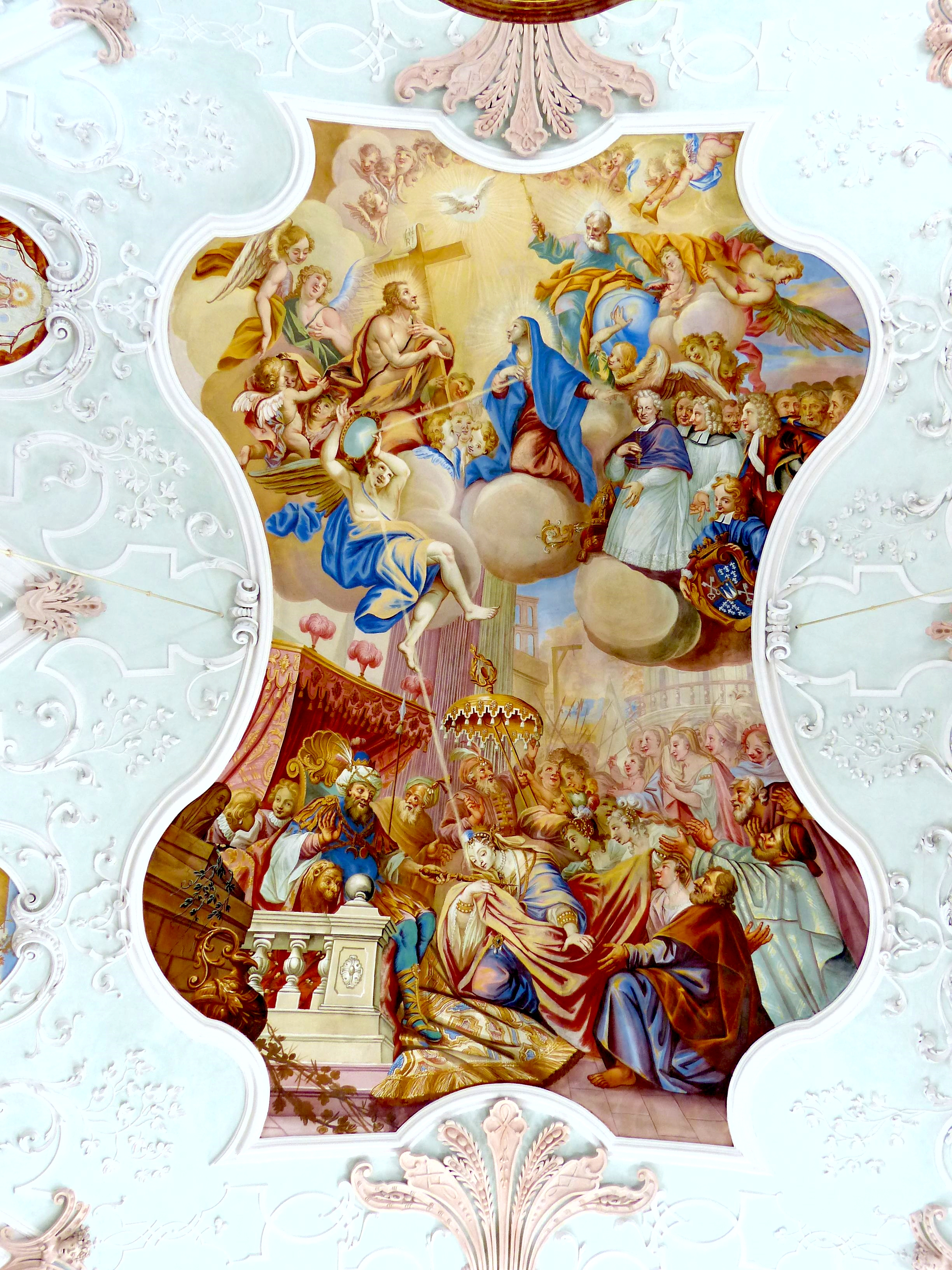
Deckenfresko
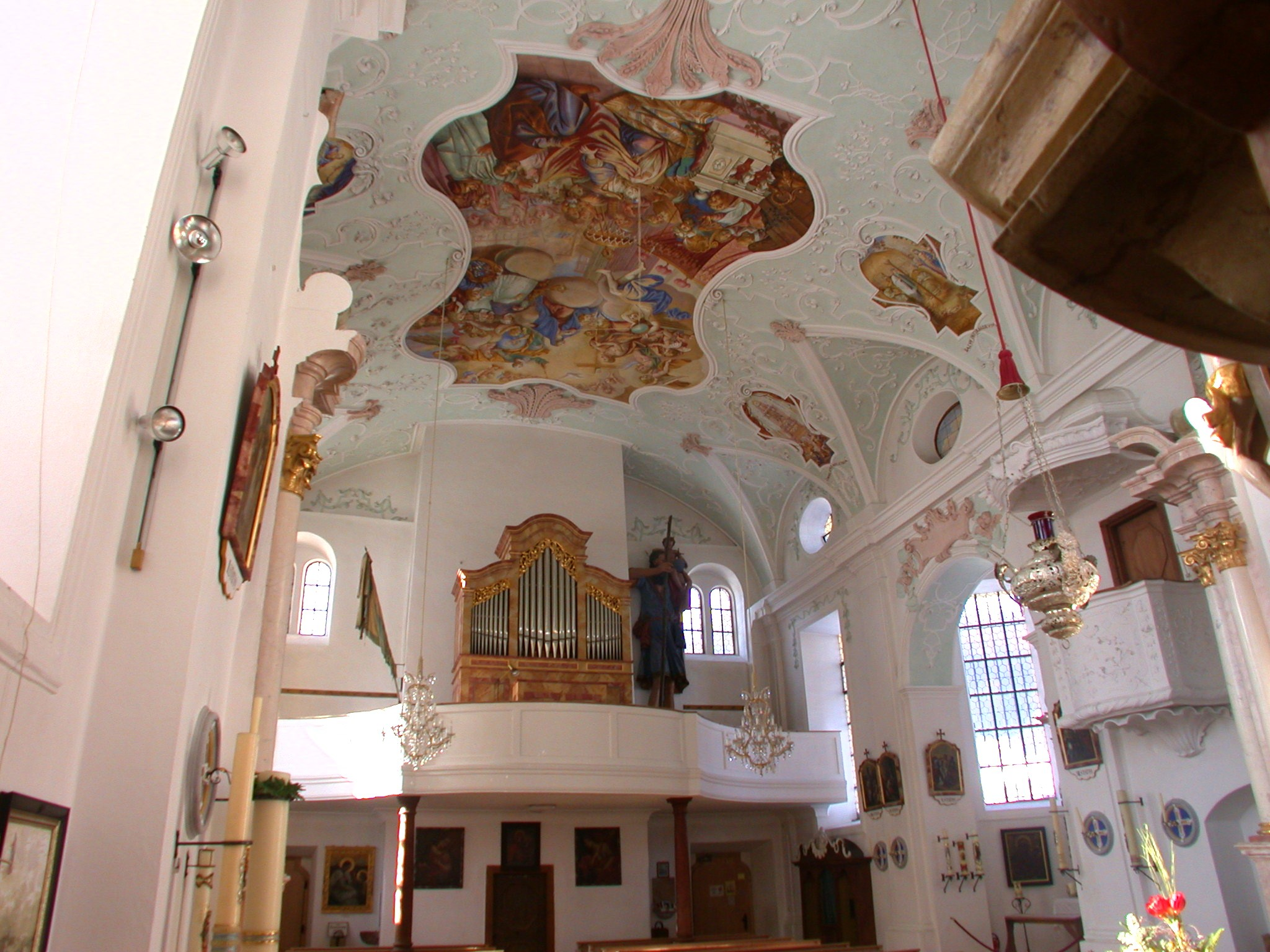
Deckenfresko und Orgel
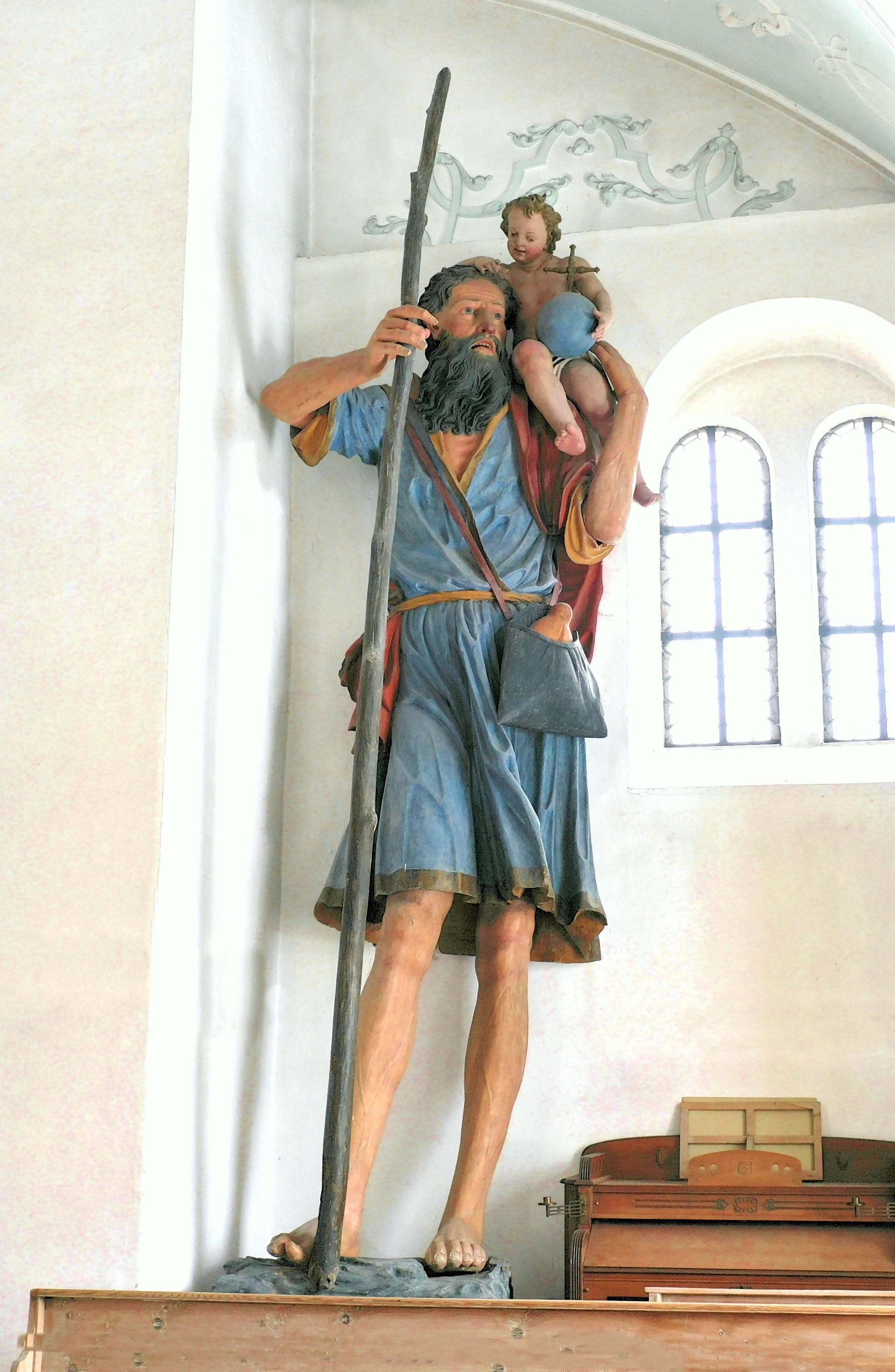
Statue des Hl. Christophorus
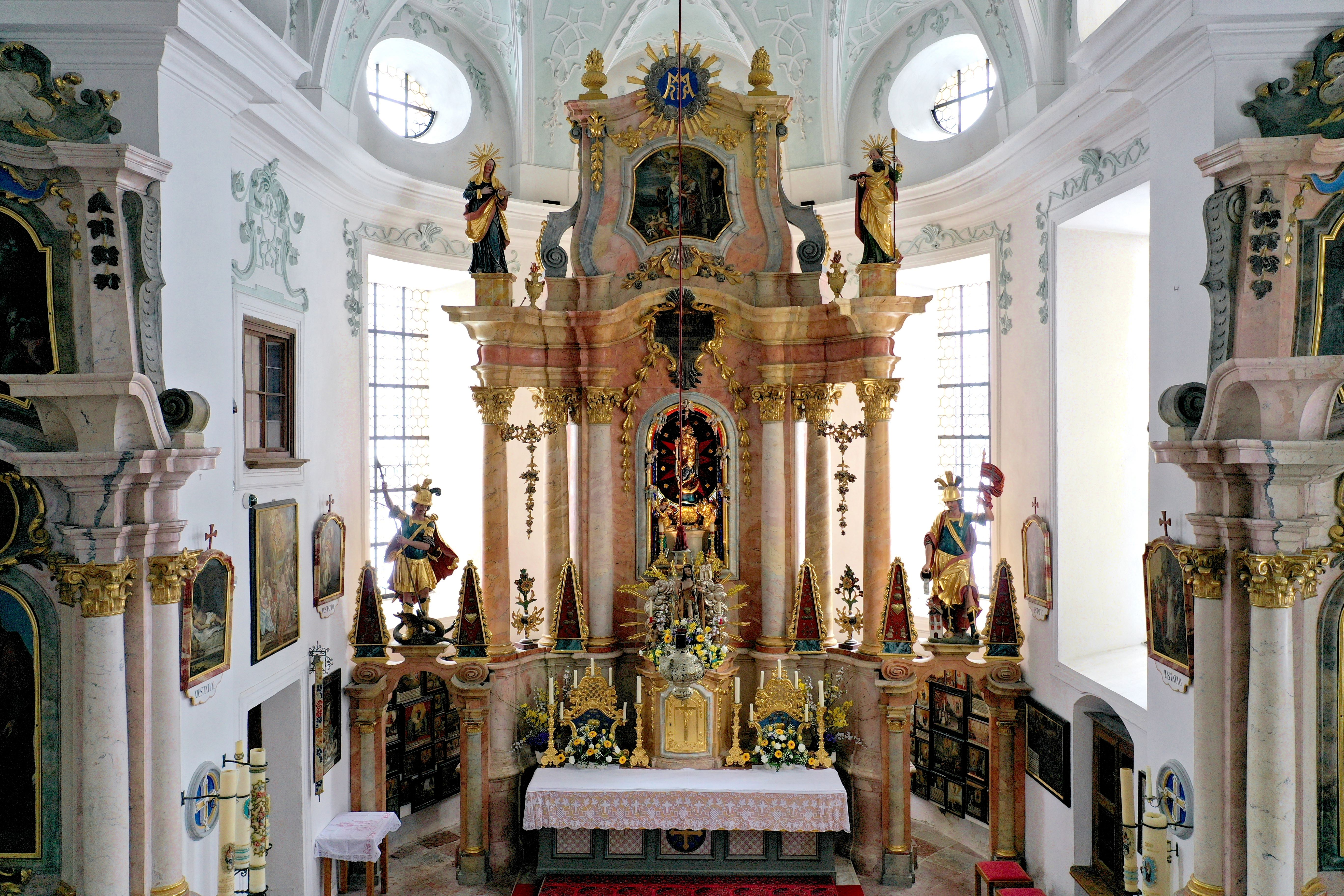
Hochaltar

## Kulturelle Traditionen
Die erblindete Witwe Maria Euphrosina Knoblachin, geb. von Höfl, aus Salzburg stiftete 1746 ein größeres Vermögen für ein auf „ewige Zeiten“ alljährlich in der Wallfahrtskirche abzuhaltendes so genanntes „40-stündiges Gebet“. Als sich die Stiftungssumme wegen diverser Wirtschaftskrisen verringert hatte, kürzte man das bis dahin drei Tage währende Beten auf einen Tag, nämlich den ersten Sonntag nach dem Annentag am 26. Juli. Das daraus resultierende „Ettenberger Annafest“ entwickelte sich zum festen Bestandteil des Berchtesgadener Brauchtums. Bereits am Vorabend des Annentages findet eine Lichterprozession statt, die die Ettenberger Weihnachtsschützen von ihrem Standplatz am Kocherfeld (oberhalb des Kocherlehens) mit Böllerschüssen und Salven begleiten. Nach der Prozession am Annentag selbst schießen die Ettenberger Weihnachtsschützen vor der Kirche Ehrensalven für Freunde, Gönner und Gäste.

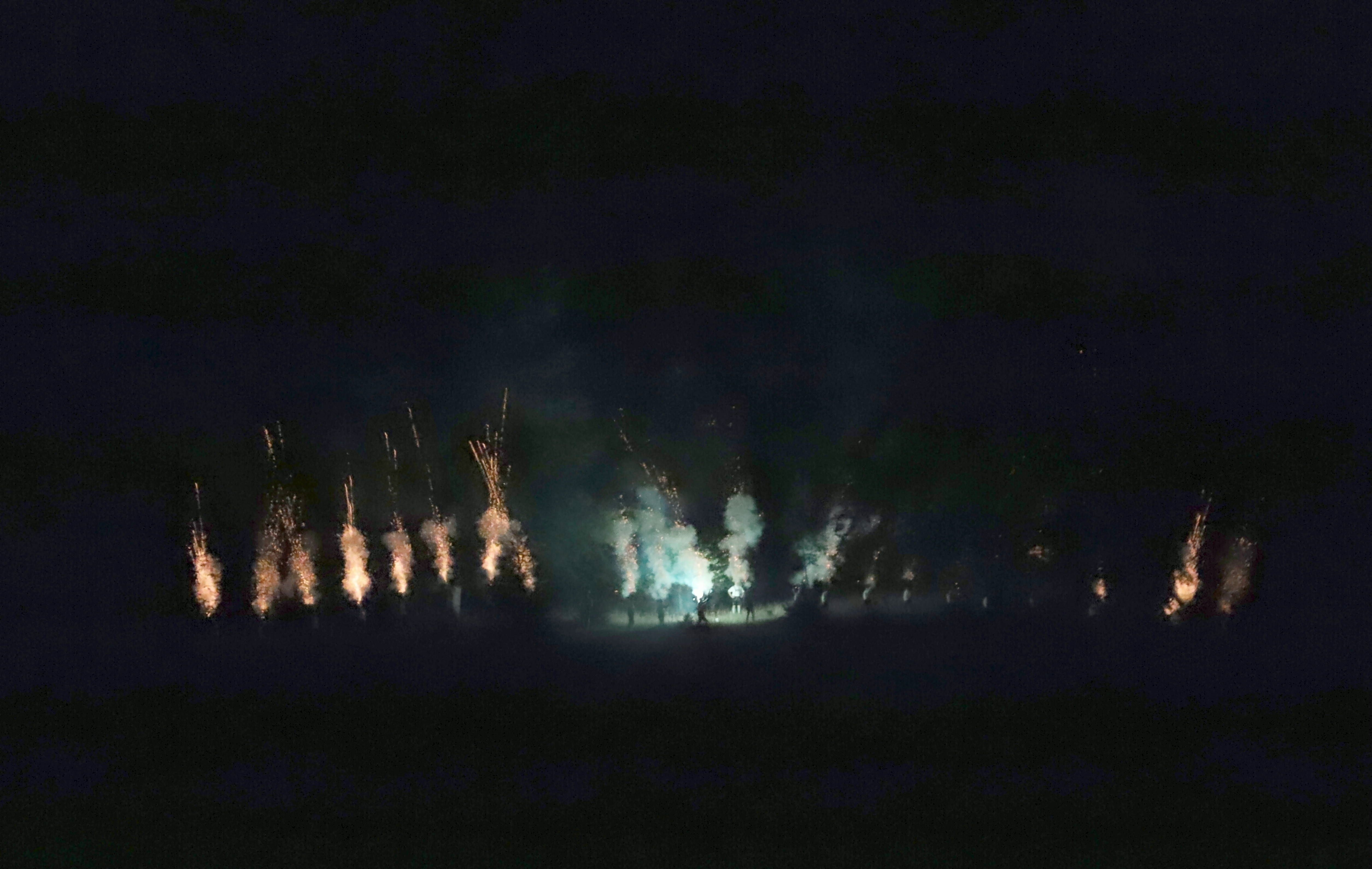
Das Schießen der Weihnachtsschützen am Vorabend des Annenfestes während der Lichterprozession
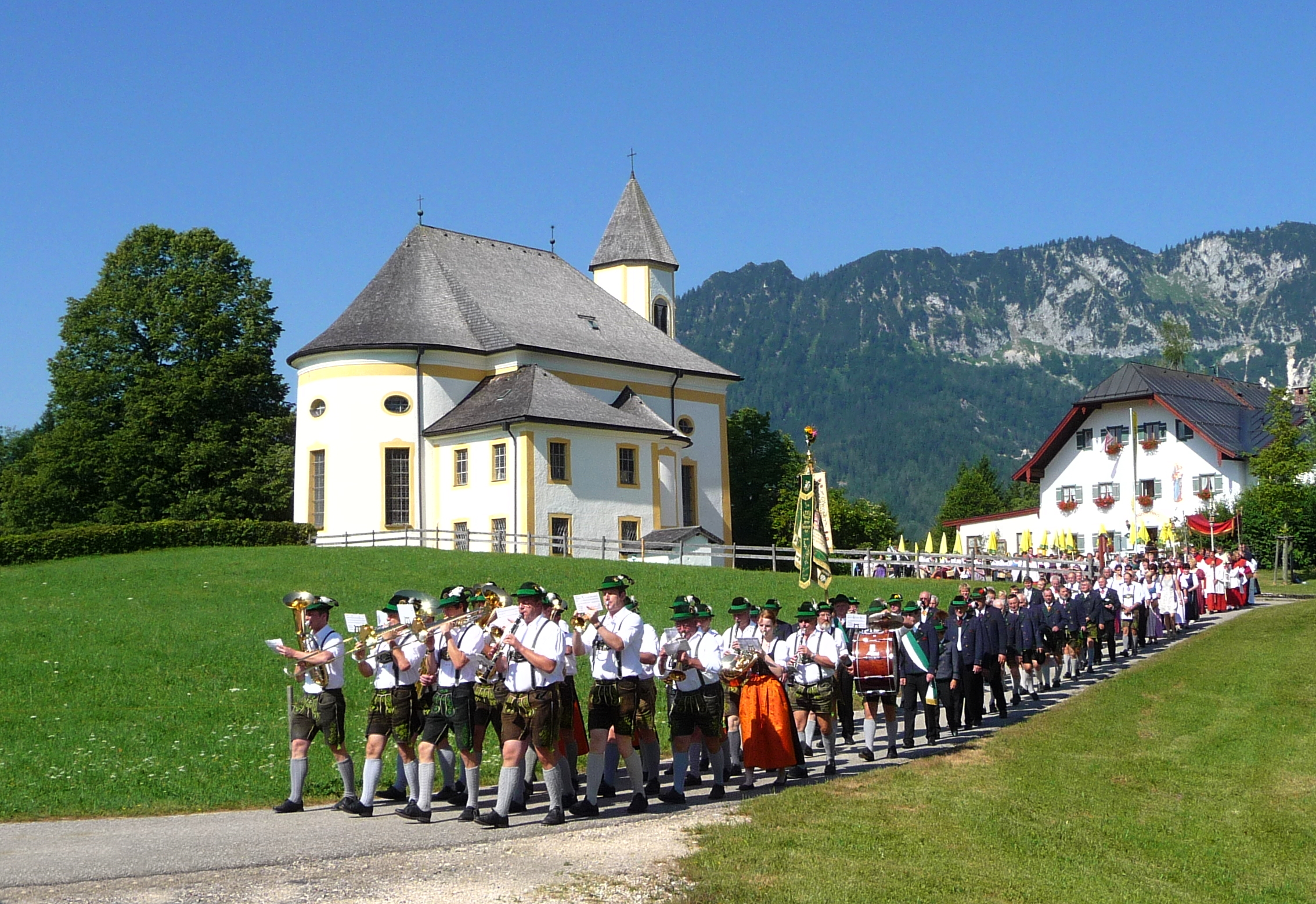
Prozession zum Annenfest
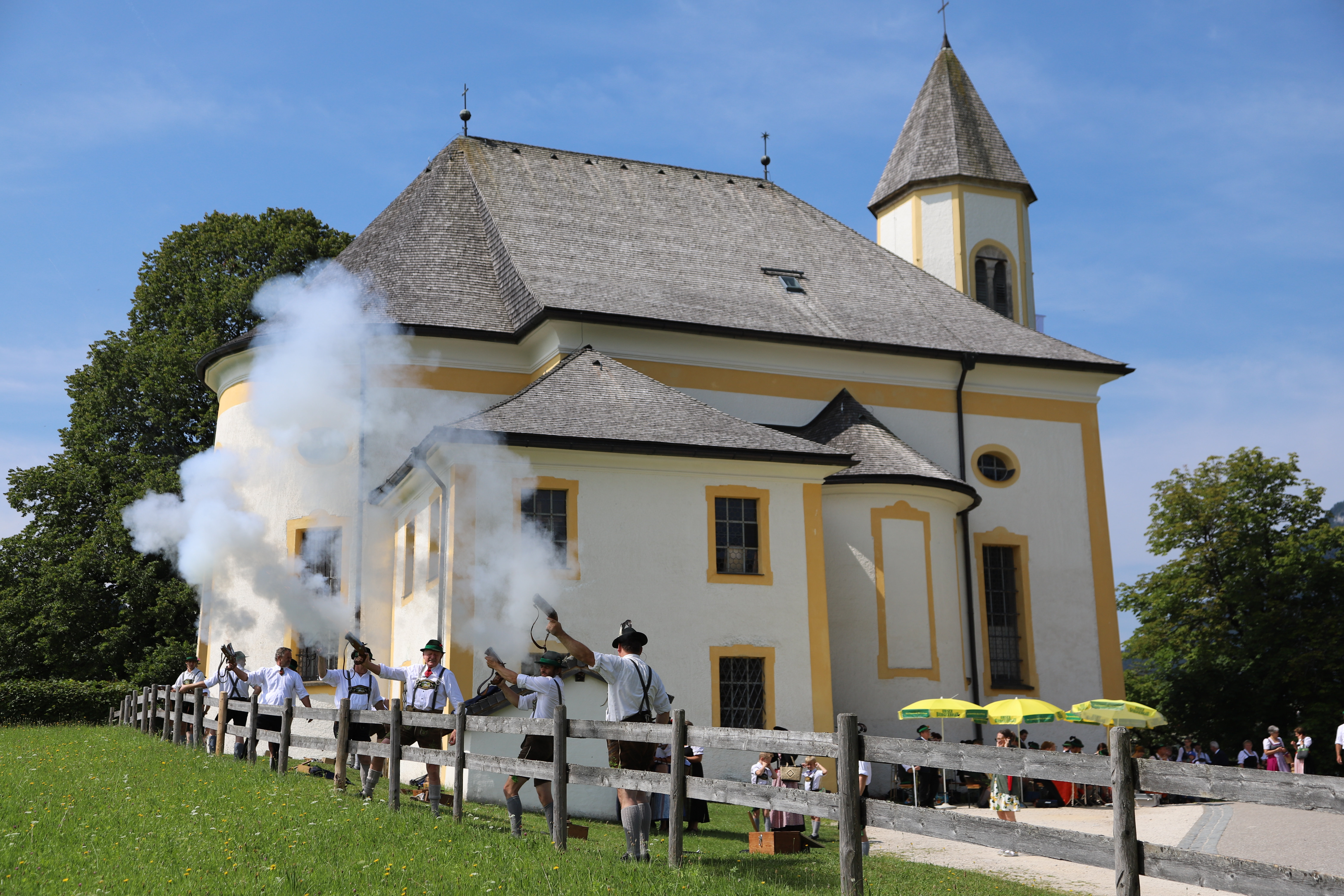
Die Ettenberger Weihnachtsschützen schießen zum Annenfest
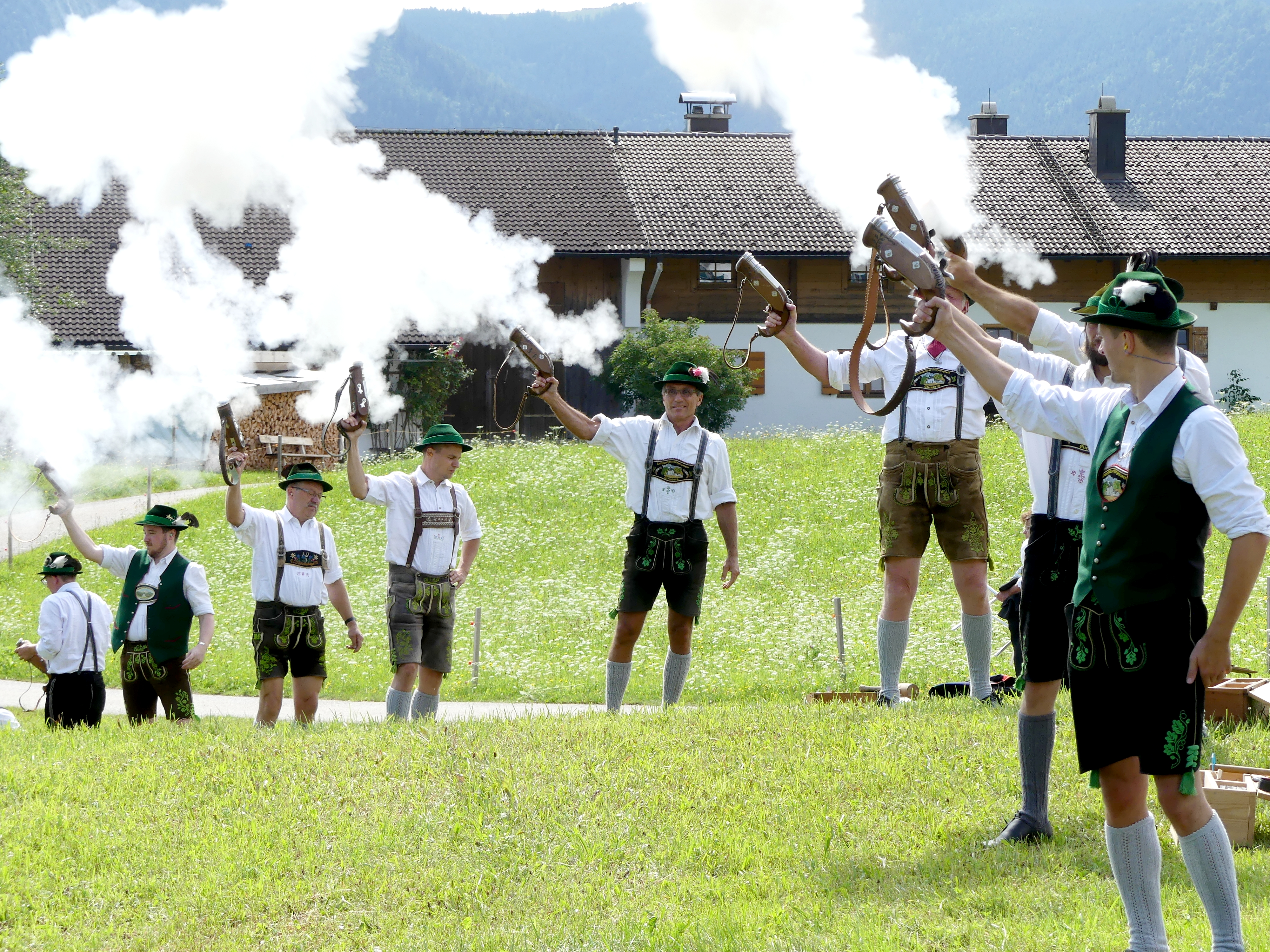
Wegen der COVID-19-Pandemie wurde beim Annenfest 2021 auf dem Feld vor dem Hohen Kreuz geschossen

## Pfarrei und Pfarrverband
Neben der Pfarrkirche St. Nikolaus und der Wallfahrtskirche Mariä Heimsuchung als Filialkirche, gehören auch
die Pfarrkirche Zur Heiligen Familie und die Franziskuskirche als Teil der Pfarrei Heilige Familie im Berchtesgadener Ortsteil Au zum Pfarrverband Marktschellenberg in Marktschellenberg.  Am 1. November 2015 wurde der Pfarrverband Stiftsland Berchtesgaden begründet, zu dem sich die drei Pfarreien St. Andreas Berchtesgaden, Hl. Familie Au und St. Nikolaus Marktschellenberg zusammenschlossen, und der am 1. Juni 2019 um den ehemaligen Pfarrverband Bischofswiesen erweitert wurde.